# Redbubble
Le groupe Redbubble  (RB) est né en octobre 2018 du rachat de TP Apparel LLC (TeePublic) par Redbubble Ltd, une entreprise australienne créée en 2006 à Melbourne en Victoria. Il possède et exploite les places de marché en ligne redbubble.com et teepublic.com, qui permettent aux internautes de vendre des créations graphiques dont ils sont supposés auteurs, imprimées sur toute une gamme de supports.

## Description de l'activité
Les places de marché en ligne possédées par le groupe, comme redbubble.com et teepublic.com, font office d’intermédiaires entre des « artistes indépendants » qui passent des commandes en ligne et divers prestataires de services d’impression du Groupe RB, qui se chargent d’imprimer à la demande les produits commandés et de les faire livrer aux acheteurs,.
Le modèle commercial du groupe RB est celui de l'édition à compte d'auteur : il s'agit d'une manière d'impression à la demande mais sur des supports plus divers qu'habituellement : tee-shirts, toiles, mais aussi oreillers, ou encore tôles peintes, etc.,.

## Histoire
La société Redbubble est créée en 2006. Martin Hosking, Peter Styles et Paul Vanzella la fondent à la suite d'une levée de fonds de 2 millions de dollars. Le 16 juin 2011, M. Hosking quitte son poste pour se consacrer entièrement à la direction générale de Redbubble. 
En mars 2014, la plateforme annonce avoir permis à 51 900 artistes de vendre leurs œuvres, pour des gains s’élevant à plus de 15 millions de dollars australiens, et compte 8 millions de visiteurs uniques par mois. 
En 2015, nouvelle levée de fonds 15,5 millions de dollars australiens. En février 2015, la société lance un programme de résidence pour les artistes. Chaque année depuis lors, l’entreprise met à disposition des artistes sélectionnés un atelier dans ses locaux de Melbourne et les encourage à collaborer avec d'autres artistes. 
La société fait son entrée à la bourse australienne en mai 2016. 
En janvier 2017, M. Hosking fait état de 450 000 artistes actifs et de 10 millions de visiteurs mensuels sur le site Redbubble. En juin 2018, M. Hosking annonce qu’il cède la direction générale de Redbubble à Barry Newstead.
Redbubble rachète l’entreprise américaine TeePublic pour 57,7 millions de dollars australiens en octobre 2018. 
À la suite de la révocation de Barry Newstead en février 2020, Martin Hosking est nommé PDG par intérim du Groupe RB.